# Scotia (New York)

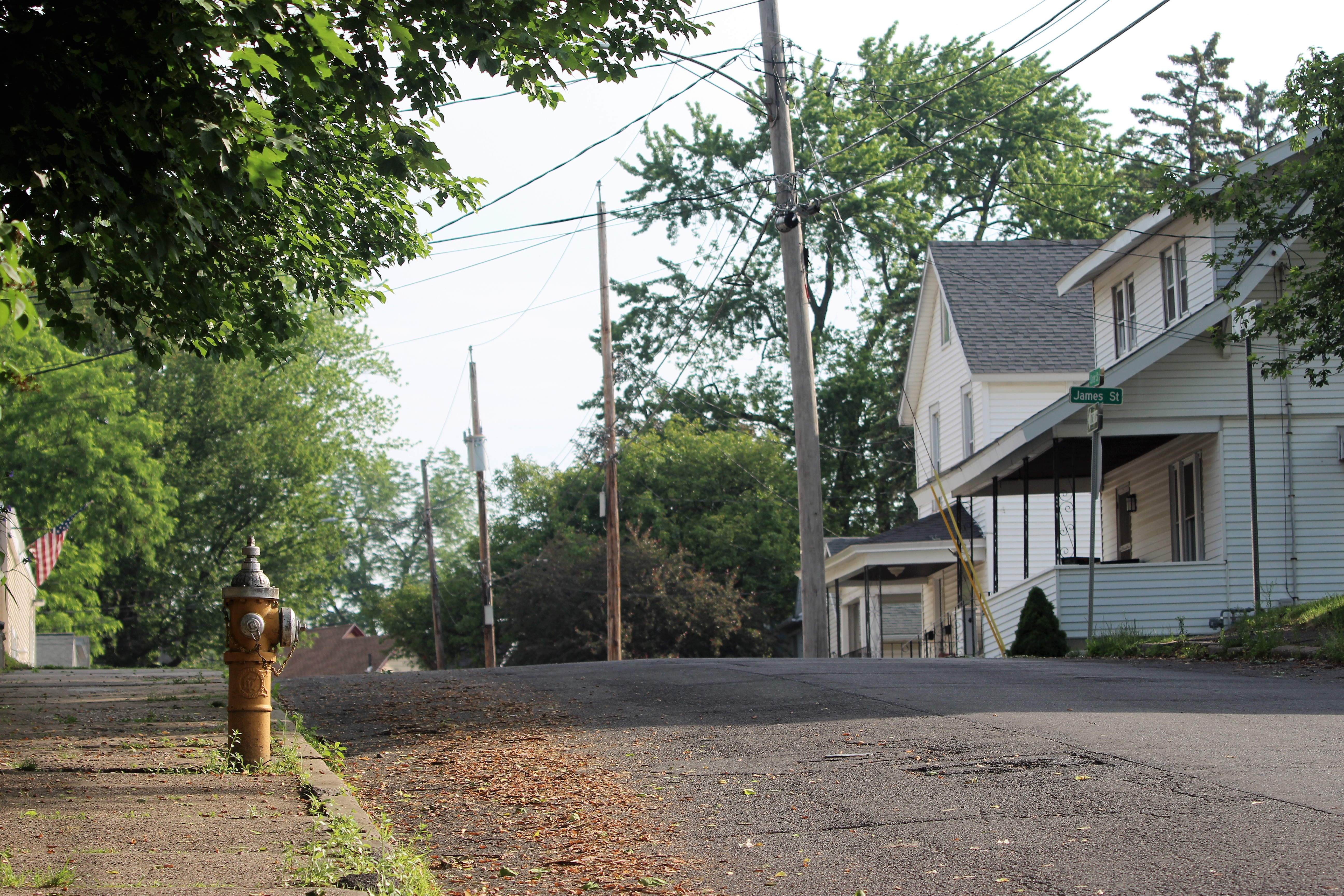
Center Street in Scotia, New York (2021)

Scotia ist ein Village im Schenectady County in New York in den Vereinigten Staaten. Beim United States Census 2010 hatte der Ort 7729 Einwohner.
Das Village of Scotia gehört zu Town of Glenville und grenzt teilweise an Schenectady.

## Geschichte
Das Land, auf dem sich Scotia befindet, erwarb im 17. Jahrhundert der aus Schottland stammende Alexander Lindsay Glen von den Mohawk. Glen gab der Ortschaft den Namen seiner Heimat in der lateinischen Version scotia. 1904 wurde Scotia inkorporiert.
In der Ortschaft gibt es einige historische Gebäude, darunter das Glen Sanders Mansion, das in Teilen bis auf das Jahr 1713 zurückgeht, das Abraham Glen House aus den 1730er Jahren und das Flint House vom Beginn des 19. Jahrhunderts.

## Geographie
Scotia liegt auf dem nördlichen Ufer des Mohawk Rivers, der hier einen Teil des Eriekanals bildet. Vier Inseln im Fluss gehören zum Gebiet von Scotia; es sind dies die Isle of the Mohawks, die Isle of the Senecas und die Isle of the Onondagas sowie der größte Teil von Dalys Island. Die United States Naval Reserve unterhält im Nordosten des Ortsgebietes ein großes Militärdepot.
Die geographischen Koordinaten lauten 42° 50′ N, 73° 58′ W (42,831326, −73,965409). Die Interstate 890 auf dem gegenüberliegenden Ufer des Flusses führt einen Großteil des Verkehrs südlich und westlich an Scotia vorbei, endet jedoch im Norden an der New York State Route 5, die als Mohawk Turnpike bzw. Mohawk Avenue in West-Ost-Richtung durch Scotia hindurchführt. Von ihr zweigen nordwärts New York State Route 50 (Ballston Road) und New York State Route 147 (Sacandaga Road) ab. Eine Bahnstrecke von Conrail führt östlich und nördlich um Scotia herum, einen Bahnhof gibt es im benachbarten Schenectady.
Nach den Angaben des United States Census Bureau hat Scotia eine Fläche von 4,6 km², wovon 4,4 km² Land bilden und 0,2 km² (= 4,49 %) aus Gewässern bestehen. Im Ortsgebiet gibt es zwei Parks, der Collins Park im Osten liegt südlich des Collins Lakes, im Westen liegt zwischen der NY-5 und dem Fluss der Maalwyck Park.

## Demographie
Zum Zeitpunkt des United States Census 2000 bewohnten Scotia 7957 Personen. Die Bevölkerungsdichte betrug 1796,6 Personen pro km². Es gab 3410 Wohneinheiten, durchschnittlich 769,9 pro km². Die Bevölkerung Scotias bestand zu 96,75 % aus Weißen, 0,82 % Schwarzen oder African American, 0,15 % Native American, 1,09 % Asian, 0,01 % Pacific Islander, 0,20 % gaben an, anderen Rassen anzugehören und 0,98 % nannten zwei oder mehr Rassen. 1,78 % der Bevölkerung erklärten, Hispanos oder Latinos jeglicher Rasse zu sein.
Die Bewohner Scotias verteilten sich auf 3233 Haushalte, von denen in 34,2 % Kinder unter 18 Jahren lebten. 46,8 % der Haushalte stellten Verheiratete, 12,3 % hatten einen weiblichen Haushaltsvorstand ohne Ehemann und 37,7 % bildeten keine Familien. 32,8 % der Haushalte bestanden aus Einzelpersonen und in 13,7 % aller Haushalte lebte jemand im Alter von 65 Jahren oder mehr alleine. Die durchschnittliche Haushaltsgröße betrug 2,36 und die durchschnittliche Familiengröße 3,04 Personen.
Die Bevölkerung verteilte sich auf 26,2 % Minderjährige, 5,8 % 18–24-Jährige, 29,8 % 25–44-Jährige, 21,5 % 45–64-Jährige und 16,7 % im Alter von 65 Jahren oder mehr. Das Durchschnittsalter betrug 38 Jahre. Auf jeweils 100 Frauen entfielen 85,1 Männer. Bei den über 18-Jährigen entfielen auf 100 Frauen 77,6 Männer.
Das mittlere Haushaltseinkommen in Scotia betrug 42.028 US-Dollar und das mittlere Familieneinkommen erreichte die Höhe von 51.449 US-Dollar. Das Durchschnittseinkommen der Männer betrug 38.074 US-Dollar, gegenüber 27.946 US-Dollar bei den Frauen. Das Pro-Kopf-Einkommen belief sich auf 20.386 US-Dollar. 6,6 % der Bevölkerung und 5,9 % der Familien hatten ein Einkommen unterhalb der Armutsgrenze, davon waren 9,7 % der Minderjährigen und 6,0 % der Altersgruppe 65 Jahre und mehr betroffen.

## Persönlichkeiten
- Helmut K. Buechner (1918–1975), Ökologe und Mammaloge